# 현대공업고등학교
현대공업고등학교(現代工業高等學校)는 대한민국 울산광역시 동구 동부동에 있는 사립 고등학교이다. 

## 학교 연혁
- 1976년 7월 1일 : 학교법인 "현대학원" 설립, 정주영 이사장 취임
- 1977년 12월 16일 : 현대공업고등학교 설립 인가(30학급)
- 1978년 1월 1일 : 초대 이규철 교장 부임
- 1978년 3월 10일 : 개교 및 신입생 10학급 입학
- 1980년 2월 21일 : 산업체 특별학급 3학급 설치 인가
- 1980년 3월 6일 : 실습1동 (연 1,600평) 준공
- 1981년 9월 1일 : 실습2동 및 강당 준공
- 1985년 3월 4일 : 전자동 준공
- 1985년 12월 17일 : 전자과, 전자계산기과 여학생(각 1학급) 설치 인가
- 1998년 2월 28일 : 산업체 특급학급 폐지
- 2000년 9월 1일 : 현대정보과학고등학교로 교명 변경
- 2001년 2월 16일 : 양궁부 창단
- 2004년 9월 1일 : 다목적동 준공(도서실, 헬스장 등)
- 2006년 3월 10일 : 여자 축구부 창단
- 2006년 5월 15일 : 특성화 고등학교 지정
- 2012년 9월 1일 : 현대공업고등학교로 교명 변경
- 2013년 12월 4일 : 제8차 마이스터고 지정(조선해양플랜트 분야)
- 2015년 3월 3일 : 마이스터교 개교 및 2015학년도 입학식(122명)
- 2015년 4월 30일 : 청운학사 준공
- 2016년 10월 27일 : 제4대 오연천 이사장 취임
- 2017년 4월 4일 : 청운체육관 준공
- 2019년 1월 12일 : 직업계고 학점제 연구·선도학교 선정
- 2024년 3월 1일 : 제12대 이재영 교장 취임
- 2024년 12월 12일 : 제45회 졸업식(110명, 총 26,973명)
- 2025년 3월 4일 : 2025학년도 신입생 입학(109명)

## 설치 학과
- 정밀기계과
- 전기제어과
- 산업설비과

## 참고 자료
- 현대공업고등학교 - 한국교육학술정보원 학교알리미